# جيرارد زاراغوسا
جيرارد زاراغوسا مولت (بالإسبانية: Gerard Zaragoza)‏ (ولد 20 فبراير 1982) هو مدرب كرة قدم اسباني , يدرب حالياً نادي شباب الأهلي (دبي).

## المسيرة
ولد في سرقسطة في سانت جاومي دي إنفيجا ، تاراغونا ، كاتالونيا ، ولعب كرة القدم للشباب مع إي أف ديرتوسا ، FC Cambrils و خيمناستيك طركونة عندما كان شابًا ، لكنه تقاعد بسبب إصابة. بدأ حياته المهنية في Escola de Veterans de Cambrils ، ثم انتقل بعد ذلك للعمل في منتخب كاتالونيا لكرة القدم ، حيث تولى قيادة الأطفال تحت سن 14 عامًا وتحت سن 16 عامًا بينما كان يعمل أيضًا ككشاف لفرع قطر في أكاديمية أسباير.
في عام 2010 ، انتقل جيرارد زاراغوسا إلى فرع أسباير السنغالي ، حيث كان مديرًا لأقل من 16 عامًا. في عام 2011 ، عاد إلى وطنه ، حيث تم تسميته مسؤولًا عن فرقة كاديت التابعة لـنادي إسبانيول.
انتقل جيرارد زاراغوسا إلى الخارج في سبتمبر 2012 ، في البداية في الموظفين خلف الكواليس من الجانب الجورجي الدوري الجورجي الممتاز
درب نادي لوكوموتيف تبليسي. بعد ذلك تولى منصب المدير في نوفمبر ، وقاد النادي إلى المركز الثاني في مجموعة الشرق ، وحقق الترقية إلى المستوى الأعلى. في مايو 2013 ، استولى على توربيدو كوتيسي من الدوري الجورجي الممتاز ، وترك النادي في يناير.
في 20 مارس 2014 ، عاد جيرارد زاراغوسا إلى وطنه وعُيّن مدير CF Amposta في الدوري كاتالانا. في يوليو ، تم تعيينه مساعدًا مايكل لاودروب في نادي الدحيل، لكنه عاد إلى لوكوموتيف في أكتوبر 2015.
غادر جيرارد زاراغوسا الجانب الجورجي في أكتوبر 2016 ، وعاد على الفور إلى طاقم لودروب ، بنادي الريان. للفترة 2018-2019 ، عمل كمساعد مدرب كارليس كوادرات في نادي بنغالورو الهندي بـالدوري الهندي، لينهي الموسم كبطل.
في نوفمبر 2019 ، عاد جيرارد زاراغوسا إلى الإمارات العربية المتحدة بعد أن تم تعيينه مديرًا لـنادي شباب الأهلي دبي تحت 21 عامًا. في 8 مارس التالي ، تم تعيينه مديراً للفريق الأول حتى نهاية الحملة ، بعد إقالة رودولفو أروابارينا.